# Говернадор-Луис-Роша

Говернадор-Луис-Роша на карте штата.

Говернадор-Луис-Роша (порт. Governador Luiz Rocha) — муниципалитет в Бразилии, входит в штат Мараньян. Составная часть мезорегиона Центр штата Мараньян. Входит в экономико-статистический микрорегион Президенти-Дутра. Население составляет 7337 человек на 2010 год. Занимает площадь 373,164 км². Плотность населения — 19,66 чел./км².

## Демография
Согласно сведениям, собранным в ходе переписи 2010 года Национальным институтом географии и статистики (IBGE), население муниципалитета составляло:
| Полное население                               | Полное население                               | Полное население                               | Полное население                               | 7337  |
| ---------------------------------------------- | ---------------------------------------------- | ---------------------------------------------- | ---------------------------------------------- | ----- |
| в том числе:                                   | Городское население                            | 5187                                           | Процент городского населения, %                | 70,70 |
|                                                | Сельское население                             | 2150                                           | Процент сельского населения, %                 | 29,30 |
|                                                | Мужское население                              | 3750                                           | Процент мужского населения, %                  | 51,11 |
|                                                | Женское население                              | 3587                                           | Процент женского населения, %                  | 48,89 |
| Плотность населения, чел/км²                   | Плотность населения, чел/км²                   | Плотность населения, чел/км²                   | Плотность населения, чел/км²                   | 19,66 |
| Население муниципалитета в % к населению штата | Население муниципалитета в % к населению штата | Население муниципалитета в % к населению штата | Население муниципалитета в % к населению штата | 0,11  |

По оценке 2016 года, население муниципалитета составляло 7626 жителей.

## Статистика
- Валовой внутренний продукт на 2003 год составляет 7 810 446,00 реалов (данные: Бразильский институт географии и статистики).
- Валовой внутренний продукт на душу населения на 2003 год составляет 1216,01 реалов (данные: Бразильский институт географии и статистики).
- Индекс развития человеческого потенциала на 2000 год составляет 0,558 (данные: Программа развития ООН).